# Arganasuchus
Arganasuchus is een geslacht van uitgestorven rauisuchide (Loricata) Archosauria. Het is bekend van de ene soort Arganasuchus dutuiti. Fossielen van dit geslacht zijn gevonden in de rotsen uit het Laat-Trias van het Argana-bekken in Marokko. Hoewel de overblijfselen aanvankelijk naar Ticinosuchus werden verwezen toen ze in de jaren 1970 werden ontdekt, werd het in 2007 geïdentificeerd als een apart geslacht met unieke kenmerken van het schaambeen en de bovenkaak. Arganasuchus had ook verschillende anatomische details gemeen met Batrachotomus, Fasolasuchus en Postosuchus, hoewel de verwantschappen met andere Loricata onopgelost blijven. Arganasuchus wordt beschouwd als een carnivoor vanwege zijn grote, dolkvormige tanden. 

## Beschrijving

### Schedel
Het bovenkaaksbeen heeft een rechte onderrand met ten minste twaalf grote, dolkachtige tanden in diepe tandkassen en aan de binnenzijde bedekt met interdentale platen. Een lengterichel loopt langs het binnenste gedeelte van het bovenkaaksbeen en loopt over in een laag facet voor het verhemeltebeen. Deze continuïteit is blijkbaar uniek voor Arganasuchus. Het bovenkaaksbeen als geheel is Y-vormig zoals bij Batrachotomus en Fasolasuchus. Het heeft een lange en taps toelopende achterste tak en een kortere opgaande tak gescheiden door een driehoekige fenestra antorbitalis die een hoek van veertig graden vormt. Het bovenkaaksbeen heeft ook een ongewoon lange voorwaartse tak, die de stam van de Y-vorm vormt. Het is niet zeker of de voorste rand van het bovenkaaksbeen deel uitmaakte van het neusgat (zoals bij Batrachotomus) of contact maakte met de premaxilla (zoals andere Loricata). Het mogelijke quadratojugale fossiel is dik en scherp gehoekt, blijkbaar in contact met een lang jukbeen maar niet met het quadratum, in tegenstelling tot zijn verwanten. De voorkant van de onderkaak is smal en loopt taps toe naar de kin, en lijkt in de meeste opzichten op die van Saurosuchus. Hoewel de achterkant van de onderkaak onbekend is, is er genoeg van de voorste helft bewaard gebleven om aan te geven dat er minstens veertien tanden aanwezig waren. Arganasuchus wisselde de vervangingstanden om en om, net als veel andere Archosauria.

### Postcrania
De enkele bekende wervel is een spoelvormig cervicaal (nek) centrum met een lage kiel langs de onderkant. Een gedeeltelijke wervelboog is ook bewaard gebleven, hoewel de lage helling van de postzygapophyses, achterste gewrichtsuitsteeksels, aangeeft dat deze mogelijk tot een dorsale (rug) wervel behoort. De rib is vergelijkbaar met die van Saurosuchus (dik, tweekoppig, met een lengterichel), terwijl de chevron vergelijkbaar is met die van Ticinosuchus (verdikt aan de punt). Het schaambeen is een van de meest ongewone en unieke botten bij Arganasuchus. Het acetabulum (heupkom) zet uit langs de schacht van het schaambeen en wordt vanaf de voorkant begrensd door een dikke rand die aan de onderkant uitsteekt als een zwelling. De grootte en oriëntatie van de heupkom op het schaambeen is een autapomorfie (uniek afgeleid kenmerk) van Arganasuchus. Het dijbeen is groot en robuust, met een prominente knopachtige vierde trochanter die uitkijkt op een kleinere knop die een gebied met ziek bot kan zijn. Het scheenbeen is dik maar onvolledig bewaard, terwijl het kuitbeen dunner is en bijna halverwege de schacht een uitgesproken litteken van de musculus iliofibularis heeft.

## Ontdekking
Fossielen van Arganasuchus werden voor het eerst gerapporteerd door Jean-Michel Dutuit in 1979, die een bovenkaak, tandbeen, dijbeen en kuitbeen naar Ticinosuchus verwees. Deze fossielen werden gevonden in het onderste deel van eenheid T5 (de Irohalene-afzetting) van de Timezgadiouine-formatie. Deze geologische formatie, die wordt gevonden in het Argana-bekken van Marokko, is mogelijk afgezet in het Carnien van het Laat-Trias.
Arganasuchus dutuiti werd in 2007 benoemd en beschreven door Nour-Eddine Jalil en Karin Peyer. De naam vertaalt naar 'Dutuit's Argana krokodil' ter ere van zijn ontdekker en plaats van ontdekking. Het geslacht was gebaseerd op het holotype AZA 904, een gedeeltelijk schaambeen gevonden op een fossielenplaats nabij het dorp Azarifen. Andere Arganasuchus-fossielen van Azarifen omvatten ribben en een chevron (AZA 903-1-3 en 407-1-5), tanden (AZA 408-1-3), een dijbeen (AZA 900), een kuitbeen (AZA 901), deel van een halswervel (AZA 902), deel van een wervelboog (AZA 905) en deel van een scheenbeen (AZA 906). Er zijn schedelbotten gevonden op een andere locatie, de Alili n'yifis-vindplaats bij het dorp Alma. Deze schedelbeenderen omvatten een bovenkaak (ALM 1) en verschillende onderkaken (ALM 2, 3, 5, 6 en 7). Een van de kaken, ALM 2, was verbonden met een klein hoekig bot dat voorlopig werd geïdentificeerd als een quadratojugale. De verwijzing van de schedelfossielen naar Arganasuchus is onzeker, maar waarschijnlijk gezien hun rauisuchide identiteit en vergelijkbare grootte en voorkomen.

## Classificatie
Arganasuchus wordt algemeen beschouwd als een rauisuchide, een groep van grote vleesetende Pseudosuchia (krokodilachtige archosauriërs) uit het Trias. Rauisuchia wordt momenteel echter beschouwd als een parafyletische graad van archosauriërs die stapsgewijs dichter bij de krokodilachtigen staan, in plaats van een clade (een natuurlijke groepering gedefinieerd door gedeelde verwantschappen). De meest recente cladistische interpretaties van archosauriërclassificatie zijn voornamelijk geïnspireerd op een analyse van Nesbitt (2011). Hij splitste Rauisuchia (opnieuw gelabeld als Paracrocodylomorpha) in twee takken: de ongebruikelijke poposauroïden en een meer diverse tak genaamd Loricata, die crocodylomorfen en voorouderlijke vormen zoals Postosuchus en Saurosuchus omvat. Hoewel hij het vaakst wordt vergeleken met Loricata, moet Arganasuchus nog goed worden opgenomen in dit nieuwere begrip van de voorouders van krokodillen, en als gevolg daarvan wordt de classificatie ervan ten opzichte van andere rauisuchiden slecht begrepen.
De oorspronkelijke beschrijving door Jalil & Peyer (2007) maakte veel vergelijkingen tussen de anatomie van Arganasuchus en andere Loricata. De vorm van de bovenkaak was vergelijkbaar met Batrachotomus en Fasolasuchus, de wervels waren vergelijkbaar met Postosuchus, het dijbeen was vergelijkbaar met Prestosuchus en het schaambeen had enkele overeenkomsten met zowel Batrachotomus als Postosuchus. De kwestie van de verwantschappen van Arganasuchus bleef onopgelost, deels omdat de beschrijvers zich bewust waren van de onzekerheid binnen de rauisuchide taxonomie als geheel.
Sommige fylogenetische analyses hebben geprobeerd Arganasuchus op te nemen, hoewel er geen consensus bestaat over de precieze affiniteiten ervan. Brusatte et al. (2010) vonden een zwakke ondersteuning voor een kleine clade van basale rauisuchiden (Loricata) die Arganasuchus, Fasolasuchus, Stagonosuchus en Ticinosuchus omvatte. França et al. (2011) ontdekten dat Arganasuchus in hun analyse een onstabiel wildcard-taxon of 'joker' was, dat dus over de reeks van mogelijke stambomen steeds op een andere positie uitviel, hoewel een verband met Decuriasuchus, Prestosuchus en Batrachotomus een mogelijkheid was.